# توبياس فابر
توبياس فابر (بالإنجليزية: Tobias Faber)‏ هو مهندس معماري أمريكي، ولد في 12 ديسمبر 1915، وتوفي في 19 نوفمبر 2010.